# Marika Vunibaka
Marika Vunibaka (ur. 3 listopada 1974 w Levuce) – fidżyjski rugbysta, triumfator Super 12 i National Provincial Championship, reprezentant kraju zarówno w wersji piętnasto-, jak i siedmioosobowej, uczestnik pięciu Pucharów Świata w obu tych odmianach, triumfator w 1997 i 2005, srebrny medalista igrzysk Wspólnoty Narodów w 1998.

## Kariera klubowa
W szkole średniej nie grał w rugby, uprawiał zaś lekkoatletykę. Po zakończonym sukcesem Pucharze Świata 1997 został ściągnięty do Leicester Tigers i w swoim debiucie dla tego zespołu zdobył hat-tricka w spotkaniu towarzyskim. Nie zagrał jednak w żadnym meczu o stawkę, na przeszkodzie bowiem stanęły problemy biurokratyczne i kontrakt został rozwiązany.
W listopadzie 1999 roku związał się z Canterbury Crusaders i w pięciu kolejnych sezonach jego zespół czterokrotnie gościł w finale rozgrywek Super 12, wygrywając dwa z nich. Na poziomie regionalnym w tym czasie grał dla Canterbury, a jego drużyna broniła Ranfurly Shield, w National Provincial Championship dotarła natomiast do finału w 2000 oraz zwyciężyła w 2001 i 2004. W zespołach tych zdobył 35 i 12 przyłożeń odpowiednio w 50 i 27 meczach. Podpisał następnie kontrakt z japońskim Yamaha Júbilo, dla którego występował do roku 2008.
Grał także w nowozelandzkim klubie Hornby, australijskich zespołach Griffith Blacks i Southern Inland Rugby Union, a rolę grającego trenera pełnił w fidżyjskim Lomaiviti i zaproszeniowej drużynie Samurai International.

## Kariera reprezentacyjna
W reprezentacji rugby siedmioosobowego występował w latach 1997–2008, zarówno w oficjalnych zawodach usankcjonowanych przez IRB, jak i towarzyskich. W Pucharze Świata 1997 Fidżyjczycy okazali się niepokonani zdobywając po raz pierwszy Melrose Cup, a po tym turnieju Post Fiji wydała serię znaczków upamiętniającą zwycięską drużynę, w której znajdowali się również Waisale Serevi, Taniela Qauqau, Jope Tuikabe, Leveni Duvuduvukula, Aminiasi Naituyaga, Lemeki Koroi, Inoke Maraiwai, Luke Erenavula i Manasa Bari. Vunibaka zdobył wówczas najwięcej przyłożeń oraz został wybrany do zespołu gwiazd turnieju. Fidżyjczykom nie udało się obronić tytułu na Pucharze Świata 2001, bowiem odpadli w półfinałach turnieju głównego po przegranej z Australią. Drużyna w składzie Serevi, Vunibaka, Sireli Bobo, Ifereimi Rawaqa, Semisi Naevo, Apolosi Satala, Vili Satala, Nuemi Nanuku, Nasoni Roko, Vilimoni Delasau, Jone Daunivucu i William Ryder odzyskała go natomiast cztery lata później. Ogółem w tych trzech turniejach zdobył dwadzieścia trzy przyłożenia czyniące go liderem w klasyfikacji wszech czasów.
Uczestniczył w Igrzyskach Wspólnoty Narodów 1998, w silnie obsadzonych zawodach zdobywając srebrny medal po finałowej porażce z Nowozelandczykami. Znajdował się w szerokim składzie także w roku 2006, na sam turniej jednak już nie pojechał. Wziął udział – także jako kapitan – w czterech kampaniach Fidżyjczyków w IRB Sevens World Series (1999/2000, 2001/2002, 2004/2005 i 2007/2008), z których dwie zakończyły się na drugiej pozycji klasyfikacji generalnej.
W pełnej, piętnastoosobowej odmianie w latach 1999–2003 rozegrał dwadzieścia dwa spotkania dla fidżyjskiej kadry, w tym siedemnaście testmeczów. Dwukrotnie zagrał w Pucharze Świata – zaliczając odpowiednio dwa i trzy występy w 1999 i 2003.

## Varia
- W 2000 roku otrzymał nagrodę dla fidżyjskiego gracza roku[58].
- W trakcie kariery reprezentacyjnej otrzymywał czerwone kartki – w PŚ 1999 za uderzenie głową Kanadyjczyka Kyle’a Nicholsa[64], czy też podczas Chile Sevens 2002, gdy rozpętał bójkę, która zakończyła się dla niego dwunastotygodniowym zawieszeniem[65].
- Jest spokrewniony z innym fidżyjskim zawodnikiem o tym samym imieniu i nazwisku[66][67].